# Chery A6CC
Chery A6CC представлений публіці на автошоу в Шанхаю концепт-кар. Авто практично готове до серійного випуску. Існує інформація про те, що автомобіль буде доступним в кузові купе та кабріолет. Машина відрізняється невластивим китайському автопрому спокійним, не викликаючим дизайном. Передня частина є доволі експресивна з вузькою решіткою радіатора. Ззаду звертють на себе увагу здвоєні хромовані патрубки вихлопної системи.
Авто буде кмплектуватися 3,0-літровим V6 або 2,0-літровим 4-циліндровим дизельними моторами. Больш того, китайці зробили авто відповідно до суворих європейських вимог щодо екологічності.
Імовірно, концепт A6CC є продовженням дебютанта Пекінського автосалону 2006 — Fulwin II.